# Vanamea symmetrica
Vanamea symmetrica is een pissebed uit de familie Cymothoidae. De wetenschappelijke naam van de soort is voor het eerst geldig gepubliceerd in 1925 door Willard Gibbs Van Name.